# Malephora crocea
Malephora crocea là một loài thực vật có hoa trong họ Phiên hạnh. Loài này được (Jacq.) Schwantes mô tả khoa học đầu tiên năm 1928.